# Trois baigneuses (Cézanne)
Pour les articles homonymes, voir Trois baigneuses.
Trois baigneuses est un tableau réalisé par le peintre français Paul Cézanne en 1879-1882. Cette huile sur toile représente trois femmes nues occupées à leur baignade. Acquise par Henri Matisse auprès d'Ambroise Vollard en 1899, elle est conservée au musée des beaux-arts de la ville de Paris, à Paris.
Cette œuvre fut précédée d'un autre tableau de même composition et de même titre vers 1875, qui a été acquis par Henry Moore.